# Košarkaški klub Kvarner Rijeka
Il K.K. Kvarner Rijeka è stata una società cestistica avente sede a Fiume, in Croazia. Fondata nel 1946, ha militato nel campionato croato di pallacanestro. Nel 2009, travolta dai debiti, ha cessato l'attività.
Disputava le partite interne nella Dvorana Mladosti, che ha una capacità di 2.960 spettatori.